# Proeditia
Proeditia is een geslacht van uitgestorven mosselkreeftjes uit de familie Editiidae.

## Soorten
- Proeditia cristata Buschmina, 1979 †
- Proeditia sinensis Zhang (Xiao-Jun), 1991 †